# NGC 6855
NGC 6855 ist eine linsenförmige Galaxie vom Hubble-Typ SB0-a im Sternbild Teleskop am Südsternhimmel. Sie ist schätzungsweise 191 Millionen [Lichtjahr]e von der Milchstraße entfernt.
Das Objekt wurde am 10. Juli 1834 von John Herschel entdeckt.